# Hauteville House (Comic)
Hauteville House ist eine von Fred Duval geschriebene und von Thierry Gioux gezeichnete frankobelgische Abenteuer-Comicserie. Sie spielt in einer Parallelwelt in einer hochtechnisierten Version des Zweiten Kaiserreichs und kann somit dem Steampunk zugerechnet werden. Die Geschichten sind in mehrere Zyklen zusammengefasst.

## Inhalt
Im Hauteville House von Victor Hugo auf der britischen Insel Guernsey sind Agenten einer Geheimarmee stationiert, die gegen Kaiser Napoleon III. operieren. Dieser schickt seinen Geheimdienst auf Missionen zur Erforschung der Metaphysik und Okkultismus zum Zwecke des Machterhalts. Agent Gavroche wird dabei um die Welt geschickt, um diese Pläne zu durchkreuzen.

## Veröffentlichung
Die Serie wird im Original in Frankreich seit 2004 bei Delcourt veröffentlicht. In Deutschland erfolgt die Veröffentlichung bei Finix Comics seit 2012. Die Reihe wurde auch ins Niederländische übersetzt.

## Albenausgaben
| Band | Zyklus    | Originaltitel               | Deutscher Titel               | original Veröffentlichung | deutsche Veröffentlichung |
| ---- | --------- | --------------------------- | ----------------------------- | ------------------------- | ------------------------- |
| 1    | 1. Zyklus | Zelda                       | Zelda                         | 02/2004                   | 06/2012                   |
| 2    | 1. Zyklus | Destination Tulum           | Reiseziel Tulum               | 05/2005                   | 06/2012                   |
| 3    | 1. Zyklus | Le Steamer Fantôme          | Der Geisterdampfer            | 08/2006                   | 10/2012                   |
| 4    | 1. Zyklus | Atlanta                     | Atlanta                       | 10/2007                   | 02/2013                   |
| 5    | 2. Zyklus | USS Kearsarge               | USS Kearsarge                 | 11/2008                   | 06/2013                   |
| 6    | 2. Zyklus | Le Diable de Tasmanie       | Der tasmanische Teufel        | 01/2010                   | 10/2013                   |
| 7    | 2. Zyklus | Expédition Vanikoro         | Expedition Vanikoro           | 04/2011                   | 02/2014                   |
| 8    | 2. Zyklus | Fort Chavagnac              | Fort Chavagnac                | 04/2012                   | 06/2014                   |
| 9    | 2. Zyklus | Le Tombeau de l'Abbé Frollo | Das Grab des Priesters Frollo | 11/2012                   | 10/2014                   |
| 10   | 3. Zyklus | Jack Tupper                 | Jack Tupper                   | 12/2013                   | 02/2015                   |
| 11   | 3. Zyklus | La Hague                    | La Hague                      | 09/2014                   | 06/2015                   |
| 12   | 3. Zyklus | Les Puits de Jacob          | Jacob´s Well                  | 03/2015                   | 10/2015                   |
| 13   | 3. Zyklus | L'Ordre de l'obsidienne     | Der Obsidianische Orden       | 01/2016                   | 04/2016                   |
| 14   | 3. Zyklus | Le 37e parallèle            | Der 37. Breitengrad           | 09/2016                   | 03/2017                   |
| 15   | 3. Zyklus | Cap Horn                    | Kap Horn                      | 09/2017                   | 04/2018                   |
| 16   | 4. Zyklus | Mélancholia                 | Melancholia                   | 09/2018                   | 04/2019                   |
| 17   | 4. Zyklus | Le Journal d'Arthur Blake   | Das Tagebuch des Arthur Blake | 10/2019                   | 04/2020                   |
| 18   | 4. Zyklus | Le Roi Zoulou               | Der Zulu-König                | 10/2020                   | 03/2021                   |
| 19   | 4. Zyklus | La Cité d'or                | Die goldene Stadt             | 09/2021                   | 03/2022                   |
| 20   | 4. Zyklus | Marine Terrace              | Marine Terrace                | 04/2023                   | 10/2023                   |
| 21   | 4. Zyklus | Des profondeurs             |                               | 01/2025                   |                           |